# Musimy porozmawiać o Kevinie (film)
Musimy porozmawiać o Kevinie (ang. We Need to Talk About Kevin, 2011) – amerykańsko-brytyjski dramat filmowy w reżyserii Lynne Ramsay.
Adaptacja powieści pod tym samym tytułem autorstwa Lionel Shriver z 2003 roku.
Światowa premiera filmu nastąpiła 12 maja 2011 roku, podczas 64. Międzynarodowego Festiwalu Filmowego w Cannes, gdzie film został zakwalifikowany do Konkursu Głównego. Polska premiera filmu nastąpiła 6 sierpnia 2011 roku, podczas 5. Festiwalu Filmu i Sztuki Dwa Brzegi. Z dniem 13 stycznia 2012 roku, dystrybutor Best Film, wprowadził film do dystrybucji na terenie Polski.

## Obsada
- Tilda Swinton jako Eva
- Ezra Miller jako Kevin
- John C. Reilly jako Franklin
- Siobhan Fallon jako Wanda
- Ursula Parker jako Lucy
- Ashley Gerasimovich jako Celia
- Erin Maya Darke jako Rose
- Lauren Fox jako dr Goldblatt

## Nagrody i nominacje
64. Międzynarodowy Festiwal Filmowy w Cannes
- nominacja: Złota Palma − Lynne Ramsay

69. ceremonia wręczenia Złotych Globów
- nominacja: najlepsza aktorka w filmie dramatycznym − Tilda Swinton

24. ceremonia wręczenia Europejskich Nagród Filmowych
- nagroda: Najlepsza Europejska Aktorka − Tilda Swinton

18. ceremonia wręczenia nagród Gildii Aktorów Ekranowych
- nominacja: wybitny występ aktorki w roli pierwszoplanowej − Tilda Swinton

65. ceremonia wręczenia nagród Brytyjskiej Akademii Filmowej
- nominacja: najlepszy film brytyjski − Lynne Ramsay, Luc Roeg, Jennifer Fox, Robert Salerno i Rory Stewart Kinnear
- nominacja: najlepsza reżyseria − Lynne Ramsay
- nominacja: najlepsza aktorka pierwszoplanowa − Tilda Swinton